# Imbrasia affinis
Imbrasia affinis är en fjärilsart som beskrevs av Eugène Louis Bouvier. Imbrasia affinis ingår i släktet Imbrasia och familjen påfågelsspinnare. Inga underarter finns listade i Catalogue of Life.